# Otto Frommhold von Buhrmeister

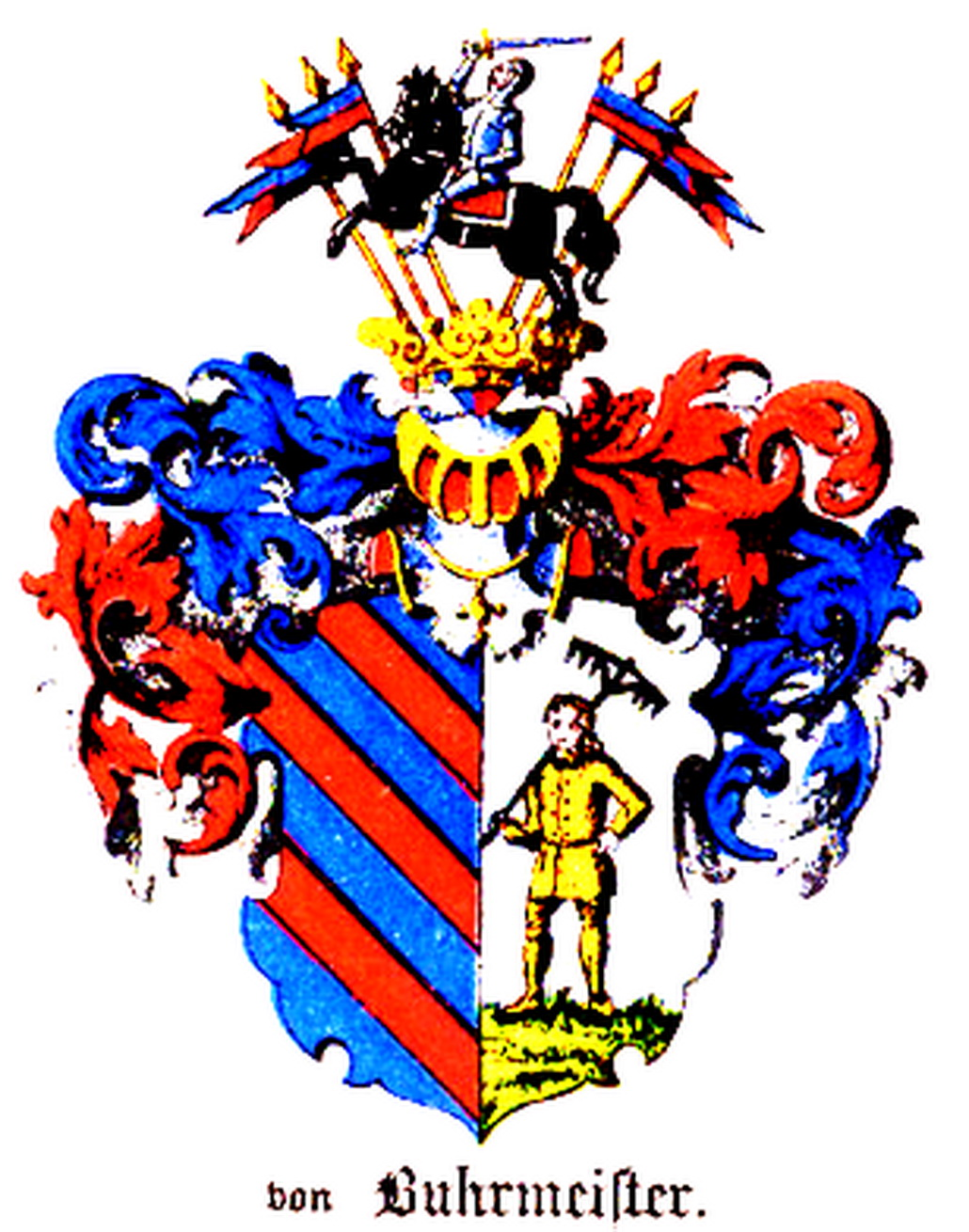
Wappen der Adelsfamilie von Buhrmeister (1882)

Otto Frommhold von Buhrmeister, Herr auf Saltack  († 23. Dezember 1782 in Saltack (Insel Ösel, Livland)) war ein deutsch-baltischer Adeliger, öselscher Landrat und Landmarschall.

## Leben
Otto Frommhold von Buhrmeister war Ordnungsrichter auf Ösel, öselscher Landrat und von 1772 bis 1780 Landmarschall. 1780 hatte er sein Amt aus gesundheitlichen Gründen und wegen des hohen Alters niedergelegt.

## Herkunft und Familie
Otto Frommhold von Buhrmeister stammte aus der, seit dem 17. Jahrhundert alt eingesessenen, Adelsfamilie von Buhrmeister. Sie hatten auf der Insel Ösel in Livland bedeutende Landbesitze. Sein Vater war der Ordnungsrichter Otto Georg von Buhrmeister (* ca. 1695 † 26. September 1760) der mit Anna Christina von Berg (* 28. November 1694 † 20. Juli 1759) verheiratet war. Seine Brüder waren Christian Jürgen Georg von Buhrmeister (*/† unbekannt) und Karl Johann von Buhrmeister (*/† unbekannt), Kapitän in schwedischen Diensten. Otto Frommhold heiratet Helene Charlotte Märtens (* 27. Mai 1722, † 3. April 1784). Ihre Nachkommen waren:
- Karl Johann von Buhrmeister (* 4. November 1757, † 21. Februar 1843) Leutnant, Landrat von Ösel, Konsistorialdirektor,[2] Oberkirchenvorsteher[3] und Kreisrichter, er war mit Elisabeth Hedwig Charlotte von Buxhoeveden (1769–1823) verheiratet.
  - Karl Ludwig Wilhelm von Buhrmeister, Herr auf Saltack und Renno (* 12. April 1795, † 13. Mai 1870) war ein russischer Generalmajor. Er heiratete 1832 in erster Ehe Mathilde Juliane Sophie von Möller (* 18. Oktober 1810 23. August 1847) und 1849 in zweiter Ehe Bertha von Heller (10. November 1832 28. März 1897).
  - Nachkommen aus der 1. Ehe:
    - Karl von Buhrmeister (* 30. Juli 1833, † 24. April 1841)
    - Julius von Buhrmeister (10. September 1834, † 11. Dezember 1834)
    - Eugen von Buhrmeister (10. September 1834, † 11. Dezember 1834)
    - Elisabeth von Buhrmeister (* 2. April 1837 in Minsk, † 15. Januar 1920 in Reval), verheiratet mit dem Gardeleutnant Theodor Johann Ludwig Reinhold von Buxhoeveden (1836–1892)
    - Julie von Buhrmeister (* 12. Mai 1838)
    - Alexander Nikolaus von Buhrmeister (* 17. Mai 1839  Arensburg, † 19. Februar 1840 in Arensburg)
    - Adelina von Buhrmeister (* 4. Februar 1842 in Kiew)
    - Alexandra von Buhrmeister (* 4. April 1843 in Kiew), verheiratet mit Nololai Juraschkin
    - Mathilde von Burmeister (* 19. März 1844 in Smolensk, † 23. August in Arensburg)
    - Oskar von Burmeister (* 2. Mai 1846, † 23. August 1846)

  - Nachkommen aus der 2. Ehe:
    - Karl Friedrich von Buhrmeister (* 29. April 1850)
    - Maximilian Otto von Buhrmeister (* 19. Mai 1854), 1877 gefallen im Russisch-Osmanischen Krieg
    - Helena Olga von Buhrmeister (* 17. Januar 1858 in Warschau, † 5. Juni 1928 in Reval), Erbin von Saltack
- Otto Friedrich von Buhrmeister (* 5. Juli, 1755 † 22. Juli 1777 als Unterfähnrich in Sankt Petersburg)

## Gut Saltack
Das Gut Saltack wurde von Otto Frommhold an seinen Sohn Karl Johann vererbt. Es wurde dann von diesem an seinen Sohn Karl Ludwig Wilhelm weiter vererbt, der es letztlich an seine Tochter Helene Olga vererbte.